# Lunyo
Lunyo es un subcondado del distrito de Busia. Está ubicado en la región Oriental de Uganda.

## Superficie
Posee una superficie de 53,93 kilómetros cuadrados.

## Población
Hasta 2020 presentaba una población de 17 800 habitantes, con una densidad de población de 330,1 habitantes por kilómetro cuadrado. De ellos 8700 correspondían a hombres (48,9%) y 9100 mujeres (51,1%).